# کوربت و کورتنی پیش از فیلمبرداری
 کوربت و کورتنی پیش از فیلمبرداری  عنوان فیلمی است آمریکایی با ژانر صامت و کوتاه به کارگردانی ویلیام کندی دیکسون. این فیلم محصول سال ۱۸۹۴ میلادی است.